# Frontón Astelena
El Frontón Astelena, llamado la Catedral de la pelota a mano, es un frontón de la localidad guipuzcoana de Éibar, España.
El Astelena es un frontón corto de Pelota vasca en el que se pueden disputar las modalidades de mano y pala corta. Su cancha tiene una anchura de 11 m, una longitud de 41 y una altura de 9.
Fue inaugurado el año 1904 y ha sido reformado en varias ocasiones. La última entre 2006 y 2007, para adecuarlo a las exigencias actuales. Es junto al Municipal de Vergara el frontón decano de cuantos acogen partidos de pelota mano profesional.
Hasta la fecha ha sido sede de las siguientes finales de pelota mano profesional de primera categoría, Campeonato de Euskadi del Cuatro y Medio (1956 y 1992), Manomanista (1946, 1950, 1954, 1955, 1956, 1960, 1966, 1973 y 1999).

## Historia
El día de San Juan de 1904, fiesta patronal de Éibar, se inauguró, con un partido a 22 tantos entre "Tacolo" y "Cantabria", el frontón Astelena, el frontón que sería un referente en la pelota vasca durante todo el siglo XX y que llevaría el sobrenombre de catedral de la pelota a mano. 
El nombre de astelena, "lunes" en euskera, lo explica Toribio Echevarría en su libro Viaje por el País de los recuerdos de la siguiente forma: 

...no trabajar los lunes o mal trabajar, jugando al escondite entre el taller y la taberna, curándose de los excesos del día anterior, de lo que en el argot local se llama el aje. Y cuando el lunes corría la noticia de algún partido de pelota, la gente abandonaba los talleres con la más completa unanimidad, satisfecha de un pretexto confesable para hacerlo a las claras. Y esto ocurría casi todos los lunes, y holgaba el aviso del pregonero... Por eso, cuando una empresa construyó con fines utilitarios un frontón, lo bautizó con el nombre de Astelena, literalmente primer día de la semana, sabiendo que los lunes les dejarían las mejores entradas.

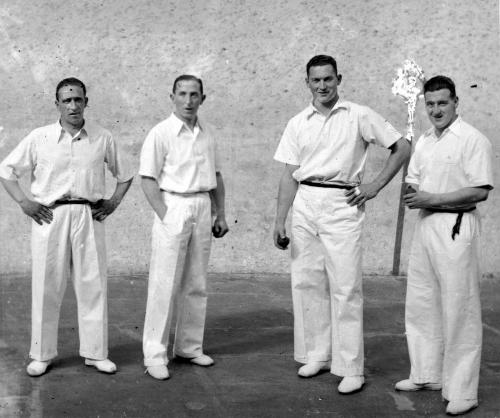
Foto de 1941 en el frontón donde aparecen los pelotaris Chiquito de Mallavia (Pablo Berasaluce), Chiquito de Iraeta (Francisco Larrañaga), Miguel Gallastegui y Felipe (José Aramendi)

El frontón, debido a que durante mucho tiempo fue el único espacio público amplio y cubierto eibarrés, ha jugado un papel muy relevante en la vida social de la ciudad. En él se han realizado veladas culturales, musicales, mítines políticos, combates de boxeo, bailes... En 1912 se celebró una comida homenaje a Ignacio Zuloaga con más de 600 comensales. En 1915 se realiza un homenaje similar a Fermín Calbetón, al que asisten 1.195 comensales. Habría actuaciones musicales con orquestas y coros de renombre mundial, como el Orfeón Donostiarra, el Coro Easo o el Orfeón Vasco Fuerista. Luego se celebrarían toda clase de deported rurales vascos, desde el corte de troncos hasta el levantamiento de piedra, pelea de gallos y boxeo, circo o centro misional... La cancha y las gradas del Astelena han acogido una buena parte de la vida cultural y social eibarresa.
Cuando el 24 de junio de 1904 se inauguró el recinto, este era un frontón descubierto. Pronto, en octubre de ese mismo año, se presentó el proyecto de cubrimiento del mismo. Este proyecto fue realizado por Francisco Irusta, y estaba firmado por el arquitecto municipal, José Gurruchaga.
La empresa que construyó el frontón pertenecía a Josefa Echeverría y sus hijos. En 1906 lo compraron C. Aguirre, F. Bascaran, I. Irusta, M. Echeverría, M. Gómez, I. Vildósola, A. Eguiguren y B. Gárate.
El frontón sufrió los efectos de la guerra civil española, en la que fue utilizado como acuartelamiento y comedor, y después de la misma se vuelve a abrir. En 1940 se establece la reglamentación del Campeonato Manomanista. El 20 de noviembre de 1955 se celebra el 50 aniversario de la inauguración del frontón; curiosamente esta celebración de las bodas de oro no coincide ni con el día ni con el año de su inauguración.

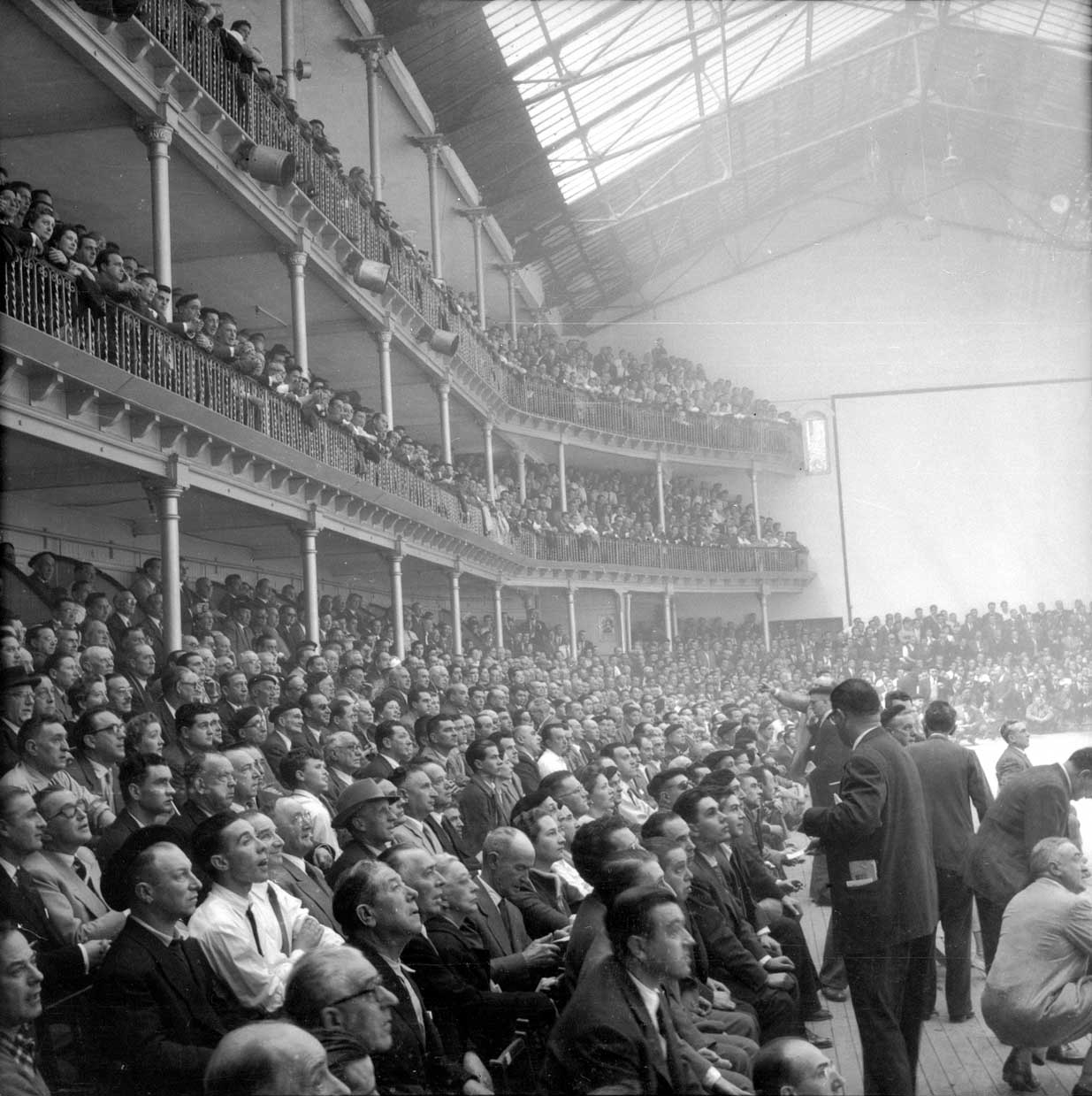
Frontón abarrotado en 1954

El 28 de diciembre de 1969, el frontón cierra sus puertas para ser renovado. En la renovación desaparecieron las puerta del número nueve, por la cual se accedía directamente a la cancha (particularidad del Astelena), la ventana de la pared izquierda y el ambigú entre la del rebote y los palcos. El nuevo frontón, del que se decía 

desde cualquier lugar la visibilidad es perfecta; además, el espectador se siente cerca de los jugadores, logrando un ambiente de familiaridad que nos parece verdaderamente extraordinario

.
La reforma corrió a cargo del arquitecto Cosme de Uriarte, el cual no modificó la fachada principal, que da a la calle Isasi, que mantuvo su estilo modernista, aunque se modificaron los accesos de espectadores por una nueva puerta. La inauguración se realizó el 8 de octubre de 1972, con un partido entre "Retegi I" y "Tapia". Eran dueños de la instalación los empresarios Luciano Gastañazatorre y Alberto Vidarte. El nuevo frontón tiene un aforo de 1300 espectadores.

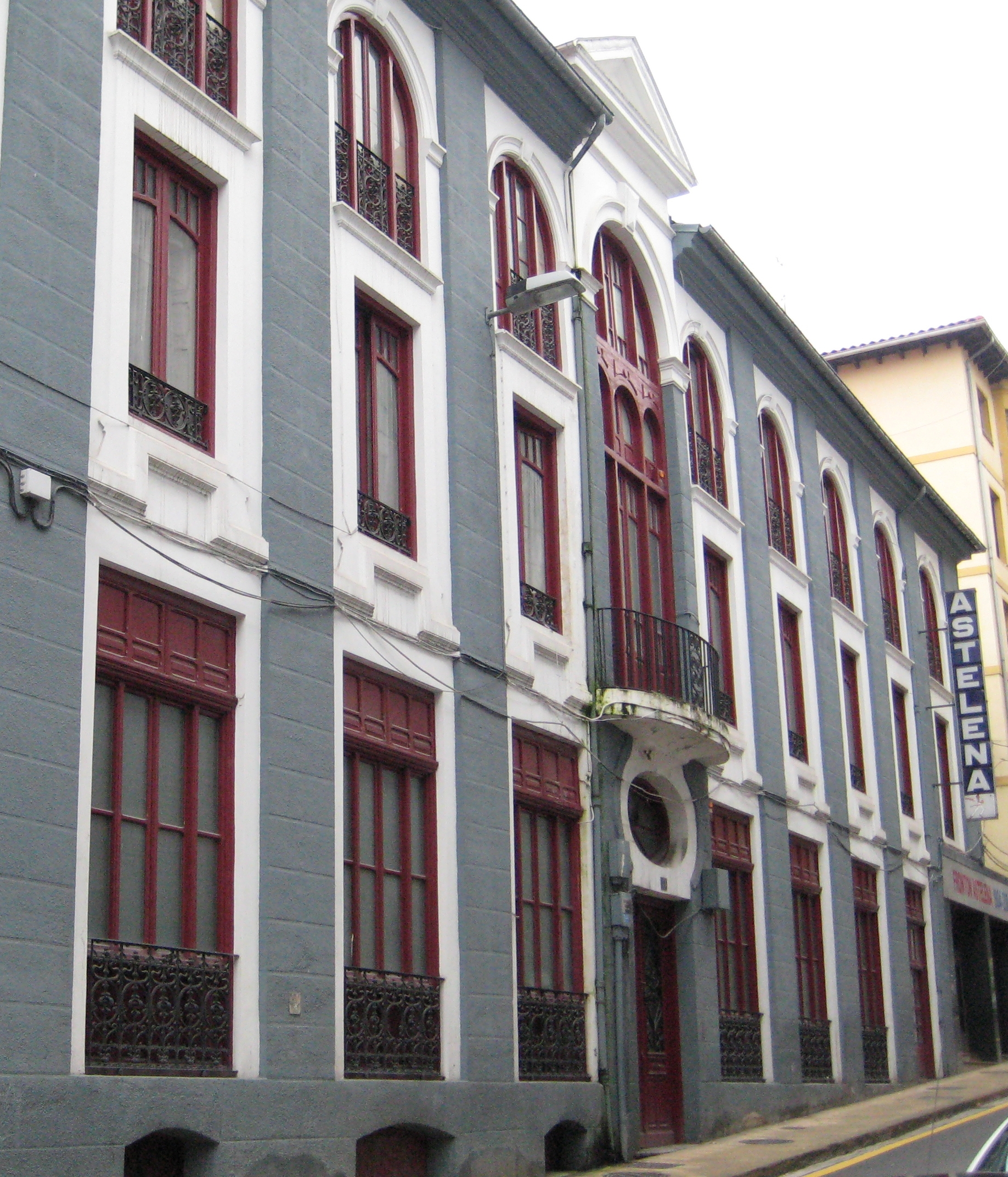
Exterior del frontón

El 28 de diciembre de 1997 cierra de nuevo, después de que el frontón haya pasado dos años en manos de la empresa de pelota Asegarce. Al año siguiente la empresa Aspe se hace con el control de las instalaciones, que abre para Sanjuanes con un partido entre "Mikel Goñi" y " Aitor Elkoro".
En 1976 el PSOE celebró en el Astelena el primer mitin después de su legalización. Participaron en el mismo, entre otros, Felipe González, Alfonso Guerra, Enrique Múgica y Benigno Bascaran. 
En la última década del siglo XX fue cedido al ayuntamiento para organizar eventos culturales como conciertos, hasta la inauguración en 2006 del Coliseo.
En 2004 se celebra, con diversos actos, entre los que está la edición de un libro conmemorativo, el centenario. Al año siguiente, el 1 de marzo de 2005, la empresa que gestiona el frontón, por diversos desacuerdos entre los propietarios (60% de los Gastañazatorre, de Bilbao, y el 40% de los Vidarte, de Éibar) cierra sus puertas. Veintidós meses después el ayuntamiento adquiere el frontón mediante el pago de 3 millones de euros a la familia Gastañazatorre y la adjudicación de construcción de viviendas a los Vidarte en el edificio principal que da a la calle Isasi. El frontón, ya en manos municipales, se abre al público el 20 de mayo de 2007.